# Aplidiopsis tokaraensis
Aplidiopsis tokaraensis is een zakpijpensoort uit de familie van de Polyclinidae. De wetenschappelijke naam van de soort is voor het eerst geldig gepubliceerd in 1954 door Tokioka.